# Olivier Grouillard
Olivier Grouillard (Fenouillet, 2 de setembro de 1958) é um ex-piloto francês de Fórmula 1. Disputou a categoria entre 1989 a 1992, participou de 62 GPs (largou em 41 oportunidades) e marcou um ponto no campeonato.

## Fórmulas 3 e 3000
Grouillard venceu o campeonato francês de Fórmula 3 em 1984 e foi para a Fórmula 3000, onde competiu de 1985 a 1988. Ele não obteve bons resultados nas primeiras temporadas, mas teve um desempenho mais satisfatório no campeonato de 1988.

## Fórmula 1
No ano seguinte, Grouillard fez a sua estréia na Fórmula 1 pela Ligier no GP do Brasil, onde terminou na oitava colocação. Uma irregularidade da Ligier culminou em sua desclassificação no GP de San Marino, e o ponto alto em sua carreira na F-1 foi o sexto lugar no GP da França, marcando seu único ponto na categoria.
Nas últimas temporadas, Grouillard correu pelas equipes Osella, Fondmetal, AGS e Tyrrell, mas não conseguiu mais do que um oitavo lugar no GP de San Marino de 1992.

## CART
Depois de deixar a Fórmula 1, Grouillard foi para os EUA disputar a temporada de 1993 da CART (futura Champ Car), representando a Indy Regency, que resolveu pular direto para a categoria no mesmo ano. Tentou a classificação para a Indy 500 do mesmo ano, mas terminou sendo eliminado do grid. Também acabaria desistindo de correr o GP de Toronto, antes de correr mais sete provas antes de retornar à Europa no final de 1993.

## Críticas
Grouillard foi freqüentemente criticado por outros pilotos por utilizar táticas de bloqueio quando ele estava para ser ultrapassado por outros carros mais velozes na qualificação e nas corridas.
Alguns desses incidentes aconteceram no GP da Bélgica de 1989, quando ele demorou a dar passagem à Lotus de Nelson Piquet na qualificação. O tricampeão acabou rodando na pista ao tentar ultrapassar o francês, e o brasileiro não conseguiu a qualificação. Piquet, muito irritado, mostrou a mão fechada para Groulliard enquanto a Ligier do francês passou.
Na qualificação para o GP de San Marino de 1990, Grouillard, agora na Osella, bloqueou e prejudicou uma volta rápida de Nigel Mansell. O Leão parou ao lado de Grouillard e protestou. Tal ato foi repetido no Grande Prêmio da Austrália.
No GP da França de 1991, embora sem impedir a passagem dos companheiros de corrida, Grouillard fez uma última tentativa para qualificar o seu Fondmetal, mas seu motor explodiu e ao invés de Groulliard sair com o seu carro da pista ele continuou dirigindo o carro e espalhando óleo por todo o traçado. Ayrton Senna tentava a pole position e acabou por perder o controle de sua McLaren e atravessou a pista, perdendo a chance de se qualificar na primeira posição. Senna referiu-se ao fato de haver óleo pista como o motivo que o impediu de classificar-se em primeiro lugar.
No mesmo traçado, um ano depois, o francês, que competia na Tyrrell, impediu a passagem da Lotus de Johnny Herbert, deixando o piloto e o chefe da equipe, Peter Collins, muito nervosos.

## A demissão
A reputação de Grouillard fez com que ele fosse dispensado pela Fondmetal no final de 1991, quando ele decidiu usar o carro de corrida na pré-qualificação para o GP de Portugal, apesar deste apresentar um defeito na caixa de câmbio. Grouillard decidiu não usar o carro-reserva e aparentemente devido a esse fato ele foi dispensado na segunda-feira seguinte via fax.

## Todos os Resultados de Olivier Grouillard na Fórmula 1
(legenda) (Corrida em negrito indica pole position, corridas em itálico indica volta mais rápida)
| Ano  | Nome Oficial da Equipe      | Chassis           | Motor            | Pneus | 1       | 2       | 3       | 4       | 5       | 6       | 7       | 8       | 9       | 10      | 11      | 12      | 13      | 14      | 15      | 16      | Pts | Pos |
| ---- | --------------------------- | ----------------- | ---------------- | ----- | ------- | ------- | ------- | ------- | ------- | ------- | ------- | ------- | ------- | ------- | ------- | ------- | ------- | ------- | ------- | ------- | --- | --- |
| 1992 | Tyrrell Racing Organisation | Tyrrell 020B      | Ilmor V10        | G     | AFS Ret | MEX Ret | BRA Ret | ESP Ret | SMR 8º  | MON Ret | CAN 12º | FRA 11º | GBR 11º | ALE Ret | HUN Ret | BEL Ret | ITA Ret | POR Ret | JAP Ret | AUS Ret | 0   | NC  |
| 1991 | Fondmetal F1                | Fondmetal FA1M-E  | Ford Cosworth V8 | G     | EUA NPQ | BRA NPQ |         |         |         |         |         |         |         |         |         |         |         |         |         |         | 0   | NC  |
| 1991 | Fondmetal F1                | Fondmetal Fomet-1 | Ford Cosworth V8 | G     |         |         | SMR NPQ | MON NPQ | CAN NPQ | MEX Ret | FRA Ret | GBR NPQ | ALE NPQ | HUN NQ  | BEL 10º | ITA Ret | POR NPQ |         |         |         | 0   | NC  |
| 1991 | AGS Racing                  | AGS JH27          | Ford Cosworth V8 | G     |         |         |         |         |         |         |         |         |         |         |         |         |         | ESP NPQ |         |         | 0   | NC  |
| 1990 | Fondmetal Osella            | Osella FA1M89     | Ford Cosworth V8 | P     | EUA Ret | BRA Ret |         |         |         |         |         |         |         |         |         |         |         |         |         |         | 0   | NC  |
| 1990 | Fondmetal Osella            | Osella FA1M-E     | Ford Cosworth V8 | P     |         |         | SMR Ret | MON NQ  | CAN 13º | MEX 19º | FRA NPQ | GBR NQ  | ALE NQ  | HUN NPQ | BEL 16º | ITA Ret | POR NQ  | ESP Ret | JAP NQ  | AUS 13º | 0   | NC  |
| 1989 | Ligier Loto                 | Ligier JS33       | Ford Cosworth V8 | G     | BRA 9º  | SMR DSQ | MON Ret | MEX 8º  | EUA NQ  | CAN NQ  | FRA 6º  | GBR 7º  | ALE Ret | HUN NQ  | BEL 13º | ITA Ret | POR NQ  | ESP Ret | JAP Ret | AUS Ret | 1   | 26º |

- Sistema de pontuação da Fórmula 1